# Wonokarto (Sekampung)
Wonokarto is een bestuurslaag in het regentschap Lampung Timur van de provincie Lampung, Indonesië. Wonokarto telt 2922 inwoners (volkstelling 2010).